# Odynerus cameroni
Odynerus cameroni är en stekelart som beskrevs av Schulthess 1913. Odynerus cameroni ingår i släktet lergetingar, och familjen Eumenidae. Inga underarter finns listade i Catalogue of Life.